# 葉梁美蘭
葉梁美蘭（Mira Yeh Leung Mei Lan，1967年9月22日—），工業家葉謀遵之兒媳，葉維義之妻，與丈夫於1994年結婚，於1996年誕下一女。相對於保持低調的丈夫，葉梁美蘭則相反，活躍於社交界，與傅明憲份屬好友。葉梁美蘭開辦了時裝店M16，亦時常藉名媛身份舉辦一些時裝表演，把時裝生意做得非常出色。

## 資料來源
1. ↑  .   [2017-01-03]. （原始内容存档于2017-01-04） （中文（繁體））.
2. ↑  .   [2017-01-03]. （原始内容存档于2018-01-10）.
3. ↑  .   [2010-02-22]. （原始内容存档于2017-01-03）.
4. ↑  .   [2010-02-22]. （原始内容存档于2016-03-07）.

## 外部連結
- 關穎、葉梁美蘭及葉劍英孫女Wendy結伴瓦倫蒂諾時裝展 Archive.today的存檔，存档日期2013-01-05
- 葉梁美蘭